# Thomas Kastanaras
Thomas Kastanaras (griechisch Θωμάς Καστανάρας; * 9. Januar 2003 in Stuttgart) ist ein deutsch-griechischer Fußballspieler. Der Stürmer steht beim VfB Stuttgart unter Vertrag.

## Sportlicher Werdegang

### Verein
Kastanaras spielte für den TB Untertürkheim und den FSV Waiblingen, bevor er zur Jugend des VfB Stuttgart wechselte. In der A-Junioren-Bundesliga 2021/22 wurde er in der Staffel Süd/Südwest Torschützenkönig. Im DFB-Pokal der Junioren 2021/22 erzielte Kastanaras beim 3:1-Sieg der Stuttgarter im Finale den letzten Treffer des Spiels. Am 3. März 2022 unterzeichnete er beim VfB Stuttgart einen bis Ende Juni 2025 datierten Lizenzspielervertrag. Sein Profidebüt in der Bundesliga gab Kastanaras am 17. September 2022 am 7. Spieltag der Saison 2022/23 gegen Eintracht Frankfurt und kam im Saisonverlauf zu einzelnen Einsätzen als Einwechselspieler, ab der Übernahme von Sebastian Hoeneß als Cheftrainer gehörte er wieder vornehmlich dem Kader der in der Regionalliga Südwest antretenden Reservemannschaft an.
Am 2. Januar 2024 unterschrieb Kastanaras einen Leihvertrag beim Drittligisten SSV Ulm 1846 bis zum Sommer 2024. Bei seinem Debüt gegen die SpVgg Unterhaching erzielte er als Einwechselspieler mit dem 2:0-Endstand sein erstes Tor im Profifußball. Insgesamt bestritt er bis zum Ende der Spielzeit 2023/24 16 Meisterschaftsspiele und erzielte dabei drei Tore für die „Spatzen“, mit denen er Drittligameister wurde. Im Sommer 2024 kehrte er nach Stuttgart zurück.

### Nationalmannschaft
Mit der griechischen U17-Nationalmannschaft nahm Kastanaras im Herbst 2019 an der EM-Qualifikation teil. Für die griechische U19-Nationalmannschaft absolvierte er 2021 EM-Qualifikationsspiele.
Nachdem Kastanaras sich für einen Verbandswechsel entschieden hatte, debütierte er im September 2022 für die deutsche U20-Nationalmannschaft.

## Titel
Vereine
- Deutscher Drittligameister und Aufstieg in die 2. Bundesliga: 2024 (SSV Ulm 1846)
- Meister der Regionalliga Südwest und Aufstieg in die 3. Liga: 2024 (VfB Stuttgart II)
- Deutscher A-Junioren-Pokalsieger: 2022 (VfB Stuttgart)

Individuell
- Torschützenkönig der A-Junioren-Bundesliga Süd/Südwest: 2022